# 10 днів у божевільні
«10 днів у божевільні» (англ. 10 Days in a Madhouse) — американський біографічний фільм про Неллі Блай — журналіста під прикриттям, репортера газети «Нью-Йорк ворлд» Джозефа Пулітцера, яка взяла на себе зобов'язання виставити на показ зловживання в психіатричному закладі для жінок на острові Блеквелла. Режисером і сценаристом стрічки став Тімоті Гайнс, який консультувався в одного з сучасних біографів Блай, Брук Крюгер. Фільм заснований на книзі Блай «10 днів у божевільні», яка призвела до значних реформ у лікуванні пацієнтів із психічними розладами. У ролях: Керолайн Баррі, Крістофер Ламберт, Келлі Ле Брок, Джулія Шантрі та Александра Каллас.

## Сюжет
Фільм уважно стежить за оригінальним обліковим записом Блай в божевільні. У стрічці використано більшу частину діалогів з роботи Блай над викриттям у 1880-х рока.
В інтерв'ю радіо в Лос-Анджелесі Каролайн Баррі описала Крістофера Ламберта таким, який приносить автентичність частині антагоніста доктора Дента, зображуючи його мотиви як помилково добрі наміри, а не як злі, додаючи до фільму реалізм.

## У ролях
| Актор             | Роль                |
| ----------------- | ------------------- |
| Керолайн Баррі    | Неллі Блай          |
| Крістофер Ламберт | Дент                |
| Келлі Леброк      | Грант               |
| Джулія Шантрі     | Анна Неілл          |
| Александра Каллас | Грапп               |
| Девід Матчем      | Кантон              |
| Енді Морров       | Леона Фокс          |
| Джесса Кемпбелл   | Віллі Меярд         |
| Боб Олін          | Джон Кокерілл       |
| Дарлін Селлерс    | Матільда            |
| Кейтлін О'Тул     | Маргарет Мак-Картні |
| Саскія Ларсен     | Арена П'ю           |
| Джесса Кемпбелл   | Віллі Меярд         |

## Виробництво
Кароліна Баррі була обрана на головну роль Неллі Блай з 8000 кандидаток, всього через два місяці після переїзду з Колорадо до Лос-Анджелеса з метою продовження акторської кар'єри. Баррі розповідала в інтерв'ю 2015 року: «Режисер сказав, що шукає посмішку Неллі Блай і той оптимістичний дух, і він відчув, що моє прослуховування було справді такою посмішкою, яскравістю й оптимізмом».
Основні зйомки відбулися в Сейлемі, штат Орегон, місцевість, відома ще одним фільмом, який проливає світло на несправедливість у світі психічного здоров'я: «Пролітаючи над гніздом зозулі». Фізичне розташування місця зйомок було занедбаний психіатричний заклад без електроенергії, що означало, що актори повинні були працювати в 10-градусних температурах, які згодом додали глибини фільму.
Інші частини стрічки були зняті пізніше на знімальних майданчиках Лос-Анджелеса з додатковими акторами, зокрема Крістофером Ламбертом і Келлі Ле Брок.
Коли Келі Ле Брок отримала роль, вона мала підготуватися до неї за 12 годин. Щоб досягти цього, акторка використала досвід, пов'язаний з психічними захворюваннями її переслідувачів, а також попередніми ролями медсестер.

## Випуск
Фільм був показаний 5 травня 2015 року на 151-й день народження Блай у день відкриття кінофестивалю у Бентонвілі (Арканзас), заснованого акторкою / активісткою Джиною Девіс, щоб виділити жінок і меншин у засобах масової інформації. Фільм був вперше продемонстрований в кінотеатрах 11 листопада 2015 року.

## Сприйняття

### Критика
Фільм отримав схвальні відгуки. На сайті Rotten Tomatoes оцінка стрічки становить 99 % на основі 785 відгуків від глядачів (середня оцінка 4,5/5). Фільму зарахований «попкорн» від глядачів, Internet Movie Database — 6,7/10 (1 122 голоси).

### Касові збори
У перший тиждень фільм став касовим провалом, збори склали всього 12 165 доларів проти бюджету у 12 мільйонів доларів (за оцінками). Кінцева виручка склала $ 14 616.